# مومين

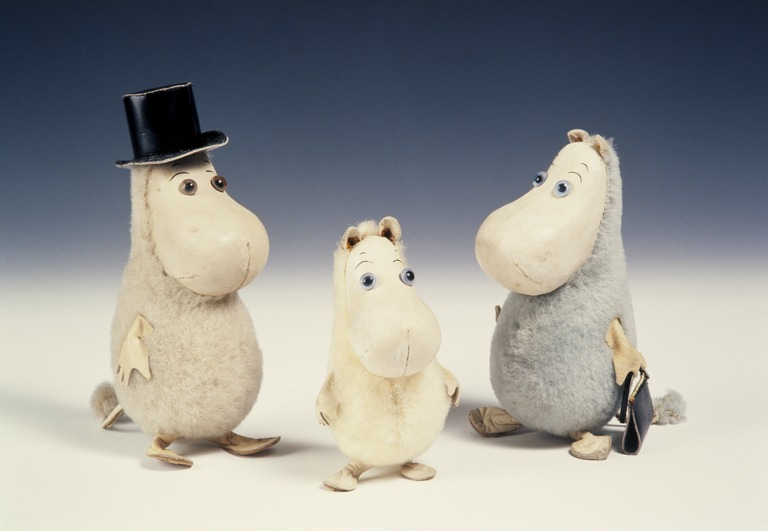
صورة مومين ووالديها من فيلم الرسوم المُتحركة مومين في خمسينيات القرن العشرين

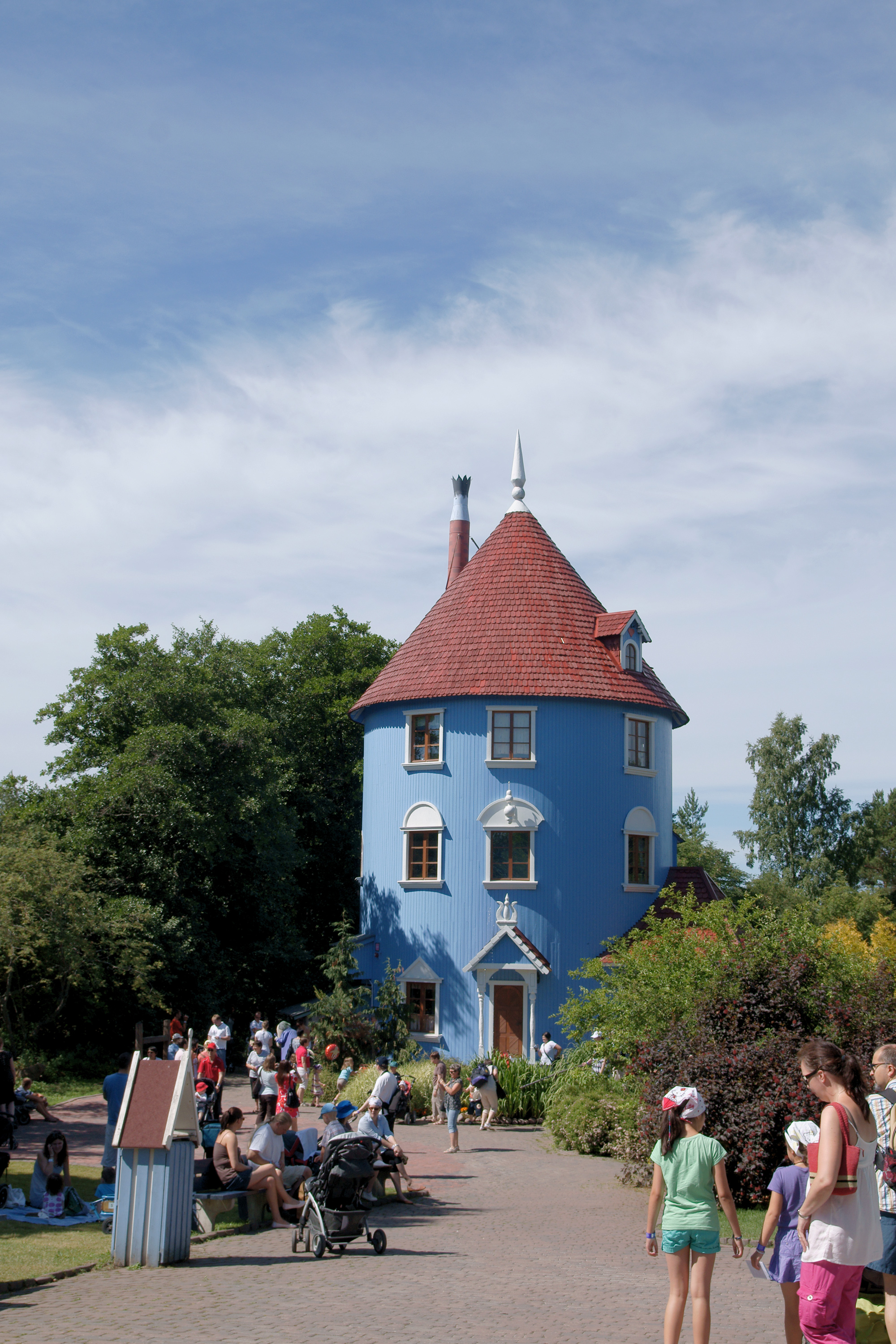
بيت مومين في عالم مومين في فنلندا

المومين (بالفنلندية: Muumi، وبالسويدية: Mumintroll) هي الشخصيات الخيالية الرئيسية في سلسة كتب ومجلات مصورة نشرت في السويد وفنلندا بين عامي 1945 و1970 من تأليف الفنلندية توفي يانسون. نُشرت هذه السلسلة باللغة السويدية ومنها تُرجمت إلى 38 لغة، وتحولت إلى قصص ورسوم متحركة (أحدها مسلسل الرسوم المتحركة ذو الإنتاج الياباني وادي الأمان) وحتى إلى أوبيرا. وهي لعائلة مكونة من مخلوقات بيضاء مغطاة بالفرو ومدورة المظهر بأنف كبير مما يجعلهم أشبه بالطرول. تعيش الأسرة الهانئة والمغامِرة في منزلهم في وادي المومين الهادئ الآمن، سبق وأن أقامت مؤقتا في أماكن مثل منارة ومسرح ضمن مغامراتها الكثيرة جنبًا إلى جنب مع العديد من الأصدقاء.
إن روايتي الإخوة السبعة ومومين، هما روايتان قرأهما كل فنلندي، ويمثلا الروح الفنلندية والهوية الوطنية. وتم نشر مجموعة من تسع أجزاء من سلسلة روايات (مومين)، ومجموعات قصصية من خمسة أجزاء وجزء واحد يحمل حس فكاهي، وذلك منذ عام 1945 وحتى عام 1993. تم تصويرها لتصبح سلسلة من أفلام رسوم متحركة تحمل نفس الاسم. تقع حديقة «مومين وورلد» في مدينة نانتالي بفنلندا. وفي 16 مارس من عام 2019، تم افتتاح حديقة مومين، وهي مدينة ترفيهية في اليابان. ورسميًا، تم تصميم صورة مومين في العديد من المنتجات الشعبية، بما في ذلك القرطاسية والألعاب والإكسسوارات، إلخ.
ظهر مومين أيضًا في شكل رسوم كاريكاتيرية. حيث كان ظهورهم الأول في عام 1947 في قسم الأطفال بصحيفة 11 وتم تقديمهم دوليًا للقراء الإنجليز في عام 1954 في صحيفة The Evening News اللندنية الشهيرة. رسمت توفي جانسون وكتبت جميع الشرائط حتى عام 1959. تقاسمت عبء العمل مع شقيقها لارس جانسون حتى عام 1961، حيث أنه بعد ذلك تولى المنصب حتى عام 1975. أصدر دار درون آند كوارترلي، وهو ناشر روايات مصورة كندي، طبعات مُعاد طبعها لجميع شرائط إيفنينغ نيوز التي أنشأها كل من توفي ولارس جانسون ابتداءً من أكتوبر 2006. تم نشر المجلدات الخمسة الأولى لمومين في حين أن المجلد السادس نُشر في مايو 2011.

## الشخصيات
هذه أسماء شخصيات المومين كما ترد في مسلسل وادي الأمان، مع أسمائها الأصلية باللغتين الفنلندية والسويدية:
- أمان (بالفنلندية Muumipeikko، بالسويدية Mumintrollet)
- أم أمان (Muminmamman, Muumimamma)
- أبو أمان (Muminpappan, Muumipappa)
- مي (Lilla My, Pikku Myy)
- سناء (Snorkfröken, Niiskuneiti)
- سني (Snorken, Niisku)
- ظريف (Sniff, Nipsu)
- هادي (Snusmumriken, Nuuskamuikkunen)
- حصيف (Hemulen, Hemuli)
- مشاغب (Stinky, Haisuli)
- الباردة (Mårran, Mörkö)
- المخلوقات الضاحكة (Hattifnattar, Hattivatti)
- ميساء (Mymlans dotter, Mymmelin tytär)
- فلة (Filifjonkan, Vilijonkka)
- رضي وبهي (Tofslan och Vifslan, Tiuhti ja Viuht)
- توتي (Too-ticki، Tuutikki)
- المشعوذة (Häxan, Noita)
- لميس (Alisa, Aliisa): حفيدة المشعوذة.
- نيني (Ninni)
- الغول (Trollkarlen)
- العمة لولا (Rika، Jenni-täti): عمة أبو أمان
- ليما (Emma): مستخدمة المسرح
- سيدة البرد (isfrun, jäärouva)
- قمور (Ynk, Surku)
- الفأر الفيلسوف (Bisamråttan، Piisamirotta)
- أبو هادي (Joxaren, Juksu)
- أبو ظريف (Rådd-djuret, Hosuli)
- أم ظريف (Sås-djuret ،Sosuli)
- أم مي وهادي (Mymlan, Mymmeli)

## الرسوم المُتحركة
تم إنتاج نسخة الرسوم المتحركة التلفزيونية من مومين، وبَثّها في تلفزيون فوجي في اليابان، وفي عامي 1969 و 1972، تم الحصول على نسختين فقط بواسطة تلفزيون تايوان وتم ترجمتهما تحت عنوان (وادي الرعاة والحلم)، وبهذا فإن الإنتاج الأول لـ Herdsmen Valley و Dream Valley لا يُظهر فقط انحرافات في الحبكة مثل العنف والمركبات، ولكن أيضًا مظهر الرسوم المتحركة لا يلبّي توقعات المؤلف الأصلي. لذلك، لا يلزم البث في معظم البلدان الأخرى، باستثناء اليابان، فإن تايوان لها الحق في البث. تم إنتاج وبث طوكيو تي في في عام 1990. تم إنتاج وبثه في عام 1991 كتكملة. تم شراء حقوق الطبع والنشر لهذه الطبعة بواسطة تايوان سانلي. تمت ترجمتها في الأصل باسم «عائلة مومين»، ثم أعيد بثها وترجمتها لاحقًا باسم «أرز لولو السعيد» مع دبلجة صينية. تم استخدام النسخة اليابانية من الأغنية الرئيسية، واستُخدم لاحقًًا نسخة الغلاف الصينية كأغنية رئيسية. ومن الجدير بالذكر أنه أثناء عامي 2008 و2010، شاركت فنلندا واليابان في إنتاج فيلمين متحركين مسرحيين لمومين، وتم تحويلهما إلى أفلام رسوم متحركة مع رسوم متحركة متوقفة تشبه الرسوم المتحركة المصنوعة من الطين. لقد أُنتج فيلم رسوم مُتحركة في بولندا منذ عام 1977 حتى عام 1982. وقد أعيد تحريره وإنتاجه بالألوان ثلاثية الأبعاد من قبل موطنه فنلندا بعد ثلاثين عامًا. بالإضافة إلى الدبلجة الفنلندية. تمت دعوة العديد من الممثلين المعروفين أيضًا للعمل كدبلجة إنجليزية. منحت فنلندا حقوق الطبع والنشر لليابان وأصدرت قرص دي في دي مع دبلجة باللغة اليابانية والفنلندية والسويدية (الجزء الثاني). لا يوجد حاليا أي وكالة مُوزّعة للنسخة الصينية من هذين الفيلمين. وفي التسعينيات، تم إنتاج نسخة من الكتاب الهزلي الساخر (مومين) في الدول الاسكندنافية بعد عرض سلسلة الرسوم المتحركة لـ Dennis Livson وLars Jansson على التلفزيون. لم يكن لتوفي ولا للارس جانسون أي دور في هذه الكتب المصورة، ومع ذلك، وفي أعقاب المسلسل، تم إطلاق شريطين كوميديين جديدين من مومين تحت إشراف فني ومن محتوى لارس وابنته صوفيا جانسون، أما الآن فتوفر صوفيا الإشراف الوحيد على الشرائط.

## الشريط الهزلي
ظهر مومين أيضًا في شكل رسوم هزلية. كان ظهورهم الأول في عام 1947 في قسم الأطفال في جريدة Ny Tid وتم تقديمهم دوليًا للقراء الإنجليز عام 1954 في صحيفة The Evening News اللندنية الشهيرة. رسمت توفي جانسون وكتبت جميع الشرائط حتى عام 1959. شاركت حمل العمل مع شقيقها لارس جانسون حتى عام 1961؛ بعد ذلك تولى المنصب حتى عام 1975 عندما تم إطلاق آخر شريط.
أصدر دار درون آند كوارترلي، وهو ناشر روايات مصورة كندي، طبعات مُعاد طبعها لجميع شرائط إيفنينغ نيوز التي أنشأها كل من توفي ولارس يانسون ابتداءً من أكتوبر 2006. نُشرت المجلدات الخمسة الأولى في حين أن المجلد السادس نُشر في مايو 2011 .

## المسلسلات والأفلام التلفزيونية
تم تحويل قصة مومين إلى مسلسل تلفزيوني في مناسبات عديدة من قبل مجموعات مختلفة، كان آخرها تعاون ياباني هولندي أنتج أيضًا فيلمًا طويلًا. ومع ذلك، هناك أيضًا مسلسلين سوفيتيين، بالإضافة إلى المسلسل التلفزيوني للرسوم المتحركة للدمى البولندية والنمساوية "The Moomins" الذي تم بثه وأصبح شائعًا في شكل محرر في المملكة المتحدة في الثمانينيات.
- مومين (ムーミン) 1969-1970، مسلسل تلفزيوني ياباني.
- (Mumintrollet (Moomintroll - 1969، المسلسل التلفزيوني الفنلندي الناطق باللغة السويدية.
- (New Moomin)، مسلسل الرسوم المتحركة الياباني عام 1972، طبعة جديدة من سلسلة عام 1969.
- مومين (ムーミン)، فيلم الرسوم المتحركة الياباني التقليدي لعام 1971.
- مومين (ムーミン)، 1972 فيلم رسوم متحركة ياباني تقليدي مدته نصف ساعة.[10] (Mumindalen (Moominvalley - 1973، المسلسل التلفزيوني لممثل سويدي.
- Opowiadania Muminków (The Moomins) 1977-1982، المسلسل التلفزيوني النمساوي والألماني والبولندي الذي تم إنتاجه في بولندا.

تمت إعادة تجميع السلسلة عدة مرات بتنسيقات أخرى:
- Moomin and Midsummer Madness - 2008، فيلم من إنتاج فنلندي من المسلسل التلفزيوني.[11]
- Moomins and the Comet Chase، فيلم ثلاثي الأبعاد من إنتاج فنلندي عام 2010، تم تجميعه وتحويله من سلسلة 1977-82.[11]
- Moomins and the Winter Wonderland - 2017، تم انتاجه أيضًا من المسلسل التلفزيوني.
- The Moomins، نسخة فيديو عالية الدقة أنتجتها فنلندا في عام 2010 من سلسلة 1977-82
- Vem ska trösta knyttet-1980، فيلم رسوم متحركة سويدي مدته نصف ساعة بعنوان «من سوف يريح توفل».
- Shlyapa Volshebnika 1980-1983 (قبعة الساحر)، فيلم الرسوم المتحركة المتقطعة من الاتحاد السوفيتي لفيلم Finn Family Moomintroll، فريق عمل مختلف ورائع لسلسلة 1978.
- Tanoshii Mūmin Ikka (Moomin) 1990-1991، مسلسلات الأنمي التلفزيونية التقليدية الهولندية والفنلندية واليابانية المنتجة في اليابان.
- Tanoshii Mūmin Ikka: Bōken Nikki (عائلة مومن المبهجة: يوميات المغامرة) 1991-1992، من الإنتاج الهولندي والياباني للمسلسل التلفزيوني التقليدي المصنوع في اليابان، وهو استمرار لسلسلة 1990-1991.
- Tanoshii Mūmin Ikka: Mūmindani no Suisei -1992 (المذنب في مومين لاند)، فيلم روائي طويل تقليدي من إنتاج هولندي وياباني صنع في اليابان، تمهيد لسلسلة 1990-1991.
- gick det sen -1993 (ماذا حدث بعد ذلك؟)، فيلم الرسوم المتحركة السويدي القصير من «الكتاب حول مومين» و"Mymble and Little my".
- Փոքրիկ տրոլների կյանքից -2008 (من حياة المتصيدون الصغار)، فيلم رسوم متحركة أرميني قصير.[12]
- Moomins on the Riviera -2014، فيلم رسوم متحركة فرنسي مرسوم يدويًا مع حبكة مأخوذة من الشريط الهزلي.
- Moominvalley -2019، مسلسل تلفزيوني من إنتاج فنلندي وبريطاني، من إخراج ستيف بوكس الحائز على جائزة الأوسكار. تم إطلاق حملة تمويل جماعي في 19 أبريل 2017 لعمل «مسلسل تلفزيوني جديد Moominvalley». مؤرشفة من الأصلي في 29 مارس 2017. بواسطة الشركة الفنلندية "Gutsy Animations".

## موسيقى مومين
تصف روايات مومين الأنشطة الموسيقية لمومين، ولا سيما تلك الخاصة بـSnufkin، وهارمونيكا مع "trills" و"twiddles". وتغني جميع شخصيات مومين الأغاني، غالبًا عن أفكارهم وأنفسهم. كما أن الأغاني غالبًا ما تكون بمثابة بيانات أساسية لشخصية الشخصيات.
الأغاني الأصلية:
تم نشر المزيد من الأغاني في الستينيات والسبعينيات، وذلك عندما أنتج جانسون ولارس جانسون سلسلة من الأعمال الدرامية من مومين للتلفزيون السويدي. استقبل المسرح والتلفزيون ألحان Tauro البسيطة والفعالة جيدًا. كانت الأغاني الأولى تُغنى إما بدون مرافق أو برفقة عازف بيانو. في حين أن أشهر أغاني مومين في الدول الاسكندنافية هي بلا شك «أغنية Moomintroll» وأغنية "Little My's "، إلا أنها لا تظهر في أي سياق في الروايات.
ظلت الأغاني الأصلية لجانسون وتورو مبعثرة بعد إصدارها الأولي. تم تسجيل أول تسجيل للمجموعة الكاملة في عام 2003 من قِبل الملحن والمنظم Mika Pohjola على قرص Moomin Voices CD باللغة السويدية تكريماً للراحلة توفي جانسون، في حين توفي Tauro في يونيو 1993. تم غناء جميع الأصوات من قِبل المطربة الأصلية في آلاند «جوهانا غروسنر». تم إصدار نفس التسجيل في نسخة فنلندية عام 2005. تمت ترجمة كلمات الأغاني الفنلندية بواسطة كيرسي كوناس وفيكسي سالمي، كما تم استخدام التسجيلات السويدية والفنلندية لأصوات مومين والنتائج الموسيقية الخاصة بها كمادة دراسية في كلية باركلي للموسيقى في بوسطن، ماساتشوستس.

## اقتباسات موسيقية أخرى
تم تقديم التفسيرات الموسيقية المستقلة لمومين لأنمي التسعينيات وذلك بواسطة Pierre Kartner، مع نسخ مترجمة تم إجراؤها بما في ذلك في بولندا ودول الشمال. ومع ذلك، غالبًا ما تحتوي كلماتهم على شعارات بسيطة والموسيقى مكتوبة بأسلوب موسيقى البوب للأطفال وتتناقض بشكل حاد مع روايات مومين الأصلية وروايات جانسون المصورة والوصفية. ولكن هذا لاينكر كونها متناغمة.
- أوبرا مومين كُتبت عام 1974 من قِبل الملحن الفنلندي إيلكا كوسيستو بالإستعانة بأزياء من تصميم جانسون.[14]
- Musicscapes من Moominvalley، هو عمل من أربعة أجزاء يعتمد على مؤلفات مومين للملحن والمنتج Heikki Mäenpää. تم إنشاؤه على أساس أعمال مومين الأصلية لمتحف تامبيري للفنون.
- في عام 2006، تم إنتاج عشرين أغنية جديدة لمومين في فنلندا بواسطة Timo Poijärvi و Ari Vainio . كما لا يحتوي هذا الألبوم الفنلندي على كلمات أصلية لجانسون. ومع ذلك، فهي تستند إلى الرواية «المذنب في مومين لاند» وتلتزم بالقصص الأصلية.
- يقوم بأداء الأغاني سامولي إيدلمان، ساني، تومي لانتينن، سوزانا هافيستو وجور مارجارانتا وغيرهم من المطربين الفنلنديين المعروفين في نوع موسيقى البوب. تتوافر نفس العشرين تركيبة أيضًا كبطاقات بريدية على أقراص مضغوطة متعددة الوسائط.
- قامت المغنية الآيسلندية بيورك بتأليف وأداء أغنية «المذنب» لفيلم مومين ومطاردة المذنب (2010). كلمات الأغاني كتبها الكاتب الأيسلندي Sjón.
- في عام 2010، أصدر الملحن الروسي ليكس بلوتنيكوف (مؤسس فرقة ميتال) ألبومًا موسيقيًا حديث العهد [11][15][16] مصحوبًا بصور لنماذج الشخصيات المؤثرة بواسطة المصور/ النحات تيشا رازوموفسكي تحت عنوان Hattifatteners: Stories from the Clay Shore. ونظرًا لقضايا حقوق النشر، أُعيد إصدار الألبوم لاحقًا باسم Mistland Prattlers مع إزالة الإشارات إلى مومين.

## مسرح

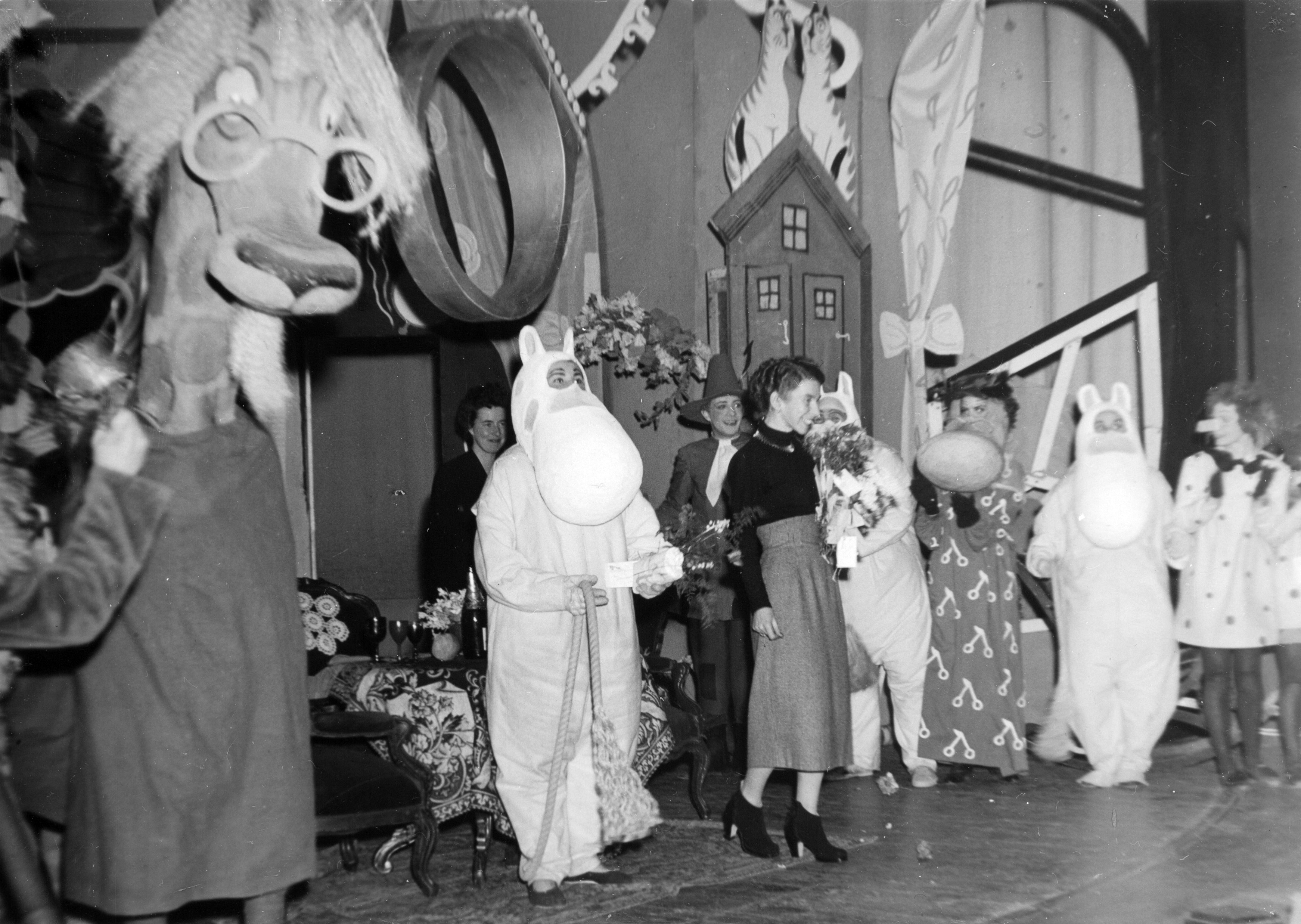
حفلة تنكرية

تم إنتاج العديد من العروض المسرحية من سلسلة مومين من جانسون. كان أقدم إنتاج عام 1949، وهي نسخة مسرحية من «المذنب في مومين لاند».
في أوائل الخمسينيات من القرن الماضي، تعاون جانسون في مسرحيات الأطفال مع Vivica Bandler تحت عنوان مومين. وبحلول عام 1958، بدأ جانسون في المشاركة بشكل مباشر في المسرح حيث أنتج (ترول في الأجنحة)، وهي مسرحية مومين مع كلمات جانسون والموسيقى التي كتبها Erna Tauro. حقق الإنتاج نجاحًا كبيرًا، وأقيمت عروض لاحقة في السويد والنرويج ، بما في ذلك مؤخرًا في أوبرا مالمو ومسرح الموسيقى في عام 2011.

## كهف مومين الجليدي
في 26 ديسمبر 2020، تم افتتاح منتزه «كهف مومين الجليدي الترفيهي» تحت الأرض على بعد 30 مترًا من فندق Spa Hotel Vesileppis في Leppävirta، (56 كيلومترًا، 35 ميلًا، جنوب كوبيو). والتي تشمل منحوتات جليدية على طراز مومين والتزلج على المنحدرات وغيرها. أنشطة للعائلات التي لديها أطفال.

## متحف تامبيري للفنون
المقال الرئيسي: متحف مومين
مومين فالي من متحف تامبري للفنون هو متحف مخصص للأعمال الأصلية لـتوفي جانسون. يحتوي على حوالي 2000 عمل. يعتمد المتحف على كتب مومين ويحتوي على العديد من الرسوم التوضيحية الأصلية لمومين بواسطة توفي جانسون. تلقى المتحف البالغ من العمر 20 عامًا عملًا صوتيًا يعتمد على أعمال توفي جانسون، يُطلق عليه موسيقى من مومين فالي.

## غرفة الألعاب التفاعلية
كانت غرفة الألعاب التفاعلية حول مومين موجودة في «منزل إسكندنافيا»، مدينة نيويورك، من 11 نوفمبر 2006 حتى 31 مارس 2007.

## حديقة غابة الأطفال أكيبونو
حديقة غابات أكيبونو للأطفال (あ け ぼ の 子 ど も の 森 公園 ، Akebono Kodomo no Mori Kōen)، وتسمى أيضًا «وادي مومين». هي حديقة على طراز مومين للأطفال في هانو. كانت توفي جانسون قد مَنحت بالفعل في السبعينيات تصريحًا شخصيًا لمدينة هانو لبناء ملعب صغير بطابع مومين هناك.
تم الإعلان لأول مرة في عام 2013، ليتم افتتاح حديقة مومين الترفيهية الجديدة في مارس 2019 في بحيرة ميازاوا. بالإضافة إلى أن هناك منطقتان، منطقة قرية ميتسا المجانية والتي تضم مطاعم ومتاجر على البحيرة وتقع وسط الأنشطة الطبيعية، ومنطقة مومين التي تقدم مناطق جذب مثل منزل مومين ومتحف فني.
أصبحت مدينة الملاهي ذات شعبية كبيرة، حيث زارها أكثر من مليون زائر خلال الأشهر الثلاثة الأولى من عام 2019.

## متاجر مومين
اعتبارًا من يناير 2019، يوجد 20 متجر من متاجر مومين حول العالم، تُقدم مجموعة واسعة من السلع التي تحمل طابع مومين. يوجد في فنلندا، «موطن مومين»، ثلاثة متاجر. يوجد متجرين في المملكة المتحدة، واحد في الولايات المتحدة، وستة في اليابان. بالإضافة إلى متجر واحد لكل من الصين وهونغ كونغ في حين يتواجد ثلاثة في كوريا الجنوبية وثلاثة في تايلاند.

## مقاهي مومين
اعتبارًا من يناير 2018، يوجد 15 مقهى لمومين في جميع أنحاء العالم، فنلندا واليابان وهونغ كونغ وتايلاند وكوريا الجنوبية وتايوان ، مما يسمح للرواد بالانغماس في عالم مومين. يمكن أيضًا لمتناولي الطعام الاستمتاع بوجبات مستوحاة من مومين جالسين على طاولات مع نسخ كبيرة من شخصيات مومين.

## النجاح في الثقافة الشعبية
بدأ The Moomin Boom (muumibuumi - باللغة الفنلندية) في التسعينيات. وذلك عندما أنتج دينيس ليفسون ولارس جانسون سلسلة رسوم متحركة من 104 جزءًا في اليابان باسم «حكايات من مومين فالي»، تبعها فيلم كامل يحمل اسم «المذنب في مومين لاند». لطالما كانت كتب مومين من أكثر الكتب مبيعًا في فنلندا والسويد وإستونيا ولاتفيا وليتوانيا. تم بناء صناعة تجارية كبيرة حول شخصيات مومين تغطي كل شيء، من فناجين القهوة والقمصان إلى النماذج البلاستيكية. حتى الرئيسة الفنلندية السابقة تاريا هالونن كانت ترتدي ساعة مومين. تم نشر كتب كوميدية جديدة وشرائط كوميدية كما تم استخدام مومين للإعلان عن فنلندا في الخارج حيث تم تزيين مطار هلسنكي فانتا الدولي بصور مومين، في حين زيّنت فين إير طائراتها بتصميمات مومين. كانت ذروة Moomin Boom هي افتتاح حديقة «عالم مومين» الترفيهية في نانتالي/ فنلندا، والتي أصبحت واحدة من الوجهات السياحية الدولية في فنلندا.
تم انتقاد Moomin Boom لتسويقه مومين. كما أكد أصدقاء توفي جانسون والعديد من عشاق مومين القدامى أن الرسوم المتحركة الأحدث تبتكر عالم مومين الأصلي والفلسفي إلى ترفيه عائلي غير ضار. أما نقيض منتزه «عالم مومين الترفيهي» والذي يشبه ديزني لاند فهو متحف «مومين تامبيري»، والذي يعرض الرسوم التوضيحية الأصلية ونماذج مومين المصنوعة يدويًا بواسطة توفي جانسون.
احتفظت عائلة جانسون بحقوق مومين وسيطرت على Moomin Boom. أما السيطرة الفنية فهي الآن بيد ابنة لارس جانسون، صوفيا جانسون. ورغبة في الاحتفاظ بالسيطرة على مومين، رفضت العائلة عروضًا من شركة والت ديزني.
اعتبارًا من عام 2017، تشير التقديرات إلى أن قيمة علامة مومين التجارية تبلغ 700 مليون يورو سنويًا.